# Могилевский, Александр Евгеньевич
Алекса́ндр Евге́ньевич Могиле́вский (род. 14 августа 1977, Одесса) — украинский пианист. Сын Евгения Могилевского, представитель четвёртого поколения музыкальной династии Могилевских.

## Биография
Учился в Московской консерватории у Евгения Тимакина и Льва Наумова. В 1992 г. в Москве стал победителем I Международного юношеского конкурса имени Чайковского. В 1993 году дебютировал на международной сцене концертом в лондонском Вигмор-холле. С середины 1990-х гг. ведёт интенсивную международную концертную деятельность, участвует во многих фестивальных проектах Марты Аргерих.
В 2001—2010 гг. преподавал в Брюссельской консерватории, затем в 2011—2017 гг. в консерватории в Монсе.